# 泉州路
泉州路是元朝设置的路。至元十五年（1278年），升泉州为路，属福建等处行中书省，并曾于路置福建行省。二十二年，属江西等处行中书省，二十三年，属江浙等处行中书省。大德元年（1297年），为谋图攻占琉求，改福建等处行中书省为福建平海等处行中书省，省治由福州路迁至泉州路。大德二年，泉州路改为泉宁府。不久，罢福建平海等处行中书省，泉宁府复为泉州路，隶江浙行省。  
治所在晋江县（今福建省泉州市），辖境相当今晋江流域、厦门、同安、德化、澎湖與金門等市县。明洪武元年（1368年），泉州路改制为泉州府。